# علي أباد سرتل (سررود الجنوبي)
علي أباد سرتل (بالفارسية: علی‌آباد سرتل) هي قرية تقع في إيران في قسم سررود الجنوبي الريفي. يقدر عدد سكانها بـ 323 نسمة .